# 前128年
| 千纪： | 前1千纪 |
| 世纪： | 前3世纪 \| 前2世纪 \| 前1世纪                                                                                         |
| 年代： | 前150年代 \| 前140年代 \| 前130年代 \| 前120年代 \| 前110年代 \| 前100年代 \| 前90年代                                |
| 年份： | 前133年 \| 前132年 \| 前131年 \| 前130年 \| 前129年 \| 前128年 \| 前127年 \| 前126年 \| 前125年 \| 前124年 \| 前123年 |
| 纪年： | 西汉元朔元年 |

## 大事记

### 中国
- 汉武帝立卫子夫为皇后。
- 汉匈战争--秋，渔阳之战；汉卫青率军击匈奴雁门之战。
- 張騫啟程回國，繞遠路從蔥嶺、沿昆侖山北麓而行，經莎車、于闐（今新疆和田）、鄯善（今新疆若羌），但不幸又被匈奴擒獲。

## 出生
- 劉據

## 逝世
- 漢朝宗室，漢景帝之子劉餘